# Хома Дарабі
Хома Дарабі (перс. هما دارابی; нар. 1 січня 1940, Тегеран — пом. 22 лютого 1994, Тегеран, Іран) — іранський дитячий психіатр, науковиця і політична активістка, пов'язана з Народною партією Ірану. Відома своїм політичним самоспаленням на знак протесту проти обов'язкового носіння хіджабу.

## Біографія
Дарабі народилася у 1940 році в Тегерані. Після закінчення середньої школи вона вступила до Медичної школи Тегеранського університету в 1959 році. Наступного року її затримали за організацію студентської демонстрації на користь Національного фронту. Вона вийшла заміж за свого однокласника Манучера Кейхані в 1963 році. Після закінчення навчання проходила практику в селі Бахманіє, розташованому на півночі Ірану. Дарабі поїхала до Сполучених Штатів, щоб продовжити навчання, і отримала ступінь спеціаліста з дитячої психології. Повернулася до Ірану в 1976 році і працювала професором дитячої психіатрії в Тегеранському університеті, знову ставши політично активною і виступаючи проти династії Пахлаві. Вона також викладала в Національному університеті (пізніше відомому як Університет Шахіда Бехешті).
У грудні 1991 року її звільнили з посади за «неносіння хіджабу». Хоча трибунал у травні 1993 року скасував це рішення, університет відмовився поновити її на посаді.

## Смерть
На знак протесту 21 лютого 1994 року Дарабі вчинила самоспалення, обливши голову бензином після того, як зняла хіджаб на вулиці поблизу Таджріша.
Від отриманих опіків вона померла наступного дня в лікарні.

## Сім'я
Сестра — Парвін Дарабі — американська активістка іранського походження, письменниця та захисниця прав жінок.